# Linia kolejowa nr 385
Linia kolejowa nr 385 – nieczynna linia kolejowa łącząca stację Janowiec Wielkopolski z przystankiem osobowym Skoki.
W miejscowości Skoki podczas modernizacji linii kolejowej 356 na odcinku Poznań – Wągrowiec rozjazd łączący obie linie nie został zainstalowany, tym samym linia 385 od strony Skoków została odcięta od ogólnej sieci kolejowej.
9 października 2015 roku w Ministerstwie Infrastruktury i Rozwoju zapadła decyzja zezwalająca na rozbiórkę linii kolejowej nr 385.